# 阿哈湖
阿哈湖是一个位于中国贵州省贵阳市的湖泊，面积约为4平方千米，蓄水量约为7470万立方米。